# ストーリー オブ トア 〜光を継ぐ者〜
『ストーリー オブ トア ～光を継ぐ者～』（ストーリー オブ トア ひかりをつぐもの）は、1994年12月9日に日本のセガから発売されたメガドライブ用アクションロールプレイングゲーム。
主人公であるポセイドニア王国のルオ王子を操作し、「銀の腕輪」を持つ者による古の魔人復活の野望を阻止する事を目的としている。アクションRPGでありながら、主人公の多彩なアクションや爽快感のある操作性を特徴としている。
開発はエインシャントが行い、プロデューサーおよび音楽はパソコン用ソフト『イースI』（1987年）や『ソーサリアン』（1987年）の音楽を手掛けた古代祐三、ゲーム・デザインはメガドライブ用ソフト『ベア・ナックルII 死闘への鎮魂歌』（1992年）を手掛けた内村語、キャラクター・デザインはメガドライブ用ソフト『ソニック・ザ・ヘッジホッグ』（1991年）を手掛けた古代彩乃、イラストはメサイヤのPCエンジンSUPER CD-ROM2用ソフト『改造町人シュビビンマン3 -異界のプリンセス-』（1992年）を手掛けた有賀ヒトシが担当している。
2007年にWii用ソフトとしてバーチャルコンソールにて配信された他、2012年にWindows用ソフトとしてSteamにて、2017年にはAndroidおよびiOS用ソフトとして配信された。その他、欧米ではPlayStation 3およびXbox 360用ソフト『ソニック アルティメット ジェネシスコレクション』（2009年）に収録された。2019年9月19日にはセガが自ら手掛けリリースされる復刻系ゲーム機・メガドライブ ミニにプリインストールされる42作品の一つとして収録された。
後に続編としてセガサターン用ソフト『トア 〜精霊王紀伝〜』（1996年）が発売された。

## ゲーム内容

### システム
各種の武器と格闘技があるので、ルオのアクションは豊富である。「金の腕輪」の輝きを象徴する物へ撃ち出す時、水・火・闇・緑の精霊たちを召喚できる（水なら水精霊など、一度に一つだけ）。

### 隠し要素
- 制限なし武器が五つある（弓、大爆弾、爆弾付けた弓、長剣、火の長剣）。
- 宝石が60枚ある（色ごとに15枚）。
- 短剣または長剣を持っている時、「↑←↓→↑↓↑+B」の技がある（北へ、他の方向は同じ道理）。短剣を持っている時、Bを三回連続に押せばよい。

## ストーリー
ポセイドニア王国のルオ王子は、ある孤島において、不思議な声に導かれ、伝説の「金の腕輪」を発見した。「金の腕輪」によって、「銀の腕輪」を持つ者が古の魔人復活を企てている事を知る。その野望を止めるため、ルオはその腕輪の力を借りて冒険を繰り広げだす。

## キャラクター
ルオ
海の王国ポセイドニアの第一王子。ある孤島の遺跡で司る力の象徴である「金の腕輪」を手に入れる。
ディト
水の神殿に眠る水の妖精。ルオのHPを回復する能力を持つ。
イフリート
炎の神殿に眠る炎の精霊。攻撃が得意である。
シェイド
闇の神殿に眠る影の化身。体を伸ばせるため、障害物に囲まれて届かない物を手に入れる。ルオが落ちた時には彼を助けられる。「金の腕輪」の輝きがなければ現れない秘密の入り口を発見できる。
バウ
緑の神殿に眠る緑の魔獣。ある門を破れる。時間を緩慢にする能力を持つ。
グウィン
創る力の象徴である「銀の腕輪」の持ち主。ゲームの最後でルオに正体を現す。

## 移植版
| No. | タイトル                                         | 発売日                                           | 対応機種                                           | 開発元          | 発売元       | メディア | 型式                                                                           | 備考                                                 | 出典                    |
| --- | ------------------------------------------------ | ------------------------------------------------ | -------------------------------------------------- | --------------- | ------------ | --- | ------------------------------------------------------------------------------ | ---------------------------------------------------- | ----------------------- |
| 1   | ストーリー オブ トア 〜光を継ぐ者〜 Beyond Oasis | 2007年2月27日 2007年3月19日 2007年4月5日         | Wii                                                | エインシャント  | セガ         | ダウンロード （バーチャルコンソール）                                                                                    | MARJ MARE MARP                                                                 |                                                      | [ 1 ]                   |
| 2   | ソニック アルティメット ジェネシスコレクション   | 2009年2月10日 2009年2月20日                      | PlayStation 3 Xbox 360                             | Backbone        | セガ         | BD-ROM DVD-ROM | PS3: BLUS-30259 BLES-00475 X36: 68034 384-40210                                |                                                      |                         |
| 3   | Beyond Oasis                                     | INT 2012年5月3日                                 | Windows                                            | エインシャント  | セガ         | ダウンロード (Steam) | 211200                                                                         |                                                      |                         |
| 4   | Beyond Oasis                                     | INT 2017年10月11日                               | Android iOS                                        | エインシャント  | セガ         | ダウンロード | -                                                                              | 2023年9月26日配信・販売終了                          |                         |
| 5   | Sega Genesis Classics                            | 2018年5月29日 Switch 2018年12月7日 2018年12月6日 | Linux macOS PlayStation 4 Xbox One Nintendo Switch | d3t セガ        | セガ         | ダウンロード (Steam、PlayStation Store、 Microsoft Store、 ニンテンドーeショップ) BD-ROM Nintendo Switch専用ゲームカード | PS4: CUSA-10828 CUSA-09771 XBO: INL-SE10663080 Switch: HAC-P-AQGKB HAC-P-AQGKA | -                                                    |                         |
| 6   | ストーリー オブ トア 〜光を継ぐ者〜 Beyond Oasis | 2019年9月19日                                    | メガドライブ ミニ                                  | エムツー        | セガゲームス | プリインストール | - HAA-2520 - MK-16000                                                          | 本体にあらかじめ収録されている42タイトルの中の一つ。 | [ 2 ]                   |
| 7   | セガ メガドライブ for Nintendo Switch Online     | INT 2022年9月15日                                | Nintendo Switch                                    | 任天堂 エムツー | 任天堂       | ダウンロード | -                                                                              |                                                      | [ 3 ] [ 4 ] [ 5 ] [ 6 ] |

Wii版
2007年2月27日より2019年1月31日まで配信・販売されていた。Wii版VC自体がサービスを終了しているが、それまでに購入しユーザーが何らかの記録媒体にローカルデータを保有していれば当面はプレイ可能。

## 音楽
サウンドトラック
『古代祐三 BEST COLLECTION vol.1』
ジェネオンエンタテインメントより2007年6月8日発売。3枚組。Disk.3に収録。PC-9801音源で制作されたバージョンが初CD化となった。

## スタッフ
- メイン・プログラム、システム・デザイン：高橋幸生
- モンスター、イベント、サウンド・プログラム：小山英樹
- モンスター、ビジュアル・プログラム：河野明敏
- ゲーム・デザイン、メイン・プランニング：内村語
- マップ・デザイン、エベント・デザイン：河端哲也
- アート・ディレクション、キャラクター・デザイン：古代彩乃
- オブジェクト・アート、イラストレーション：有賀ヒトシ
- 背景グラフィック・アート：舘向博樹、千頭元
- ストーリー、スクリプト・ライター：小川珠里
- プロデューサー、音楽：古代祐三
- スペシャル・サンクス：スティーヴン・C・フラム、白幡都弘（セガ）

## 評価
- ゲーム誌『ファミコン通信』の「クロスレビュー」では、6・7・6・5の合計24点（満40点）[12]、『メガドライブFAN』の読者投票による「ゲーム通信簿」での評価は以下の通り、22.8点（満30点）となっている[20]。

| 項目 | キャラクタ | 音楽 | お買得度 | 操作性 | 熱中度 | オリジナリティ | 総合 |
| 得点 | 4.1        | 3.7  | 3.6      | 3.8    | 3.8    | 3.7            | 22.8 |
- ゲーム本『メガドライブ大全』（2004年、太田出版）では、本作のアクション性が格闘ゲームの文法を持っていると指摘し、「とにかく爽快、キャラを操作していて楽しい」と称賛した[21]。また「召喚システム」に関しては謎を解くパズル的要素があるとして「スグレモノ」であると主張、さらに倒した敵の数やゲームオーバーの回数などが記録されるシステムに関して「やり込み要素も豊か」と称賛、さらに古代が手掛けたBGMについても称賛した[21]。
- ゲーム情報サイト『GAME Watch』にてライターの池紀彦は、本作に登場する人物が映画『アラジン』（1992年）のようなアラブやイスラム圏の世界観を有することが斬新であると指摘し、西洋ファンタジーをモチーフとしたRPGが多い中で「こういう差別化は新鮮な気分でプレイできるので好印象」と称賛、またフィールド上のキャラクターが大きめのサイズになっていることや神殿やダンジョンの最奥部で登場する巨大なボスキャラクターに関して「迫力は満点」と称賛した[22]。その他、本作の面白さの理由を「シンプルでアクションが気持ちいい」とした上で、従来のRPGのような経験値稼ぎが不要であることなども踏まえ「フィールドを歩き回っているだけでも楽しい」と称賛した[22]。